# 森重隆
森 重隆（もり しげたか、1951年11月6日 - ）は、日本の元ラグビー選手、指導者。元日本ラグビーフットボール協会会長。2022年より名誉会長に就任

## プロフィール
- 福岡県福岡市出身。
- ポジションはセンター(CTB)。
- 日本代表キャップは27。
- ニックネームは「ヒゲ森」。

## 経歴
福岡県立福岡高等学校入学後にラグビーを始め、高校2・3年時には全国大会（花園）に出場した。
1969年、明治大学に進学しラグビー部に入部。1年時から試合に出場する。
1974年、新日鉄釜石（後の釜石シーウェイブス）に入社。主将・選手兼任監督として日本選手権4連覇に貢献した。
日本代表には1974年春から選出され、センターとして活躍。8試合主将も務めた。
プレーの特徴は、100m11秒2の俊足を生かした弾ける様なステップとランで、トライを量産した。明治大学の北島忠治監督から「糸の切れた凧」と評される程、奔放でスピードのある選手だった。
30歳で現役を引退し、1991年に実家の硝子店を継ぐ。
1993年、母校の福岡高校ラグビー部のコーチとなり、1995年から監督を務める。2010年には同高を全国大会（花園）出場に導いた。
2015年、日本ラグビーフットボール協会副会長及び九州ラグビーフットボール協会会長に就任。
2019年、日本ラグビーフットボール協会会長に就任。